# Ophiocentrus pilosa
Ophiocentrus pilosa är en ormstjärneart som först beskrevs av George Richard Lyman 1879.  Ophiocentrus pilosa ingår i släktet Ophiocentrus och familjen trådormstjärnor. Inga underarter finns listade i Catalogue of Life.